# Estola acrensis
Estola acrensis là một loài bọ cánh cứng trong họ Cerambycidae.